# Conops flavifrons
Conops flavifrons – gatunek muchówki z podrzędu krótkoczułkich i rodziny wyślepkowatych.
Gatunek ten opisany został w 1824 roku przez Johanna Wilhelma Meigena.
Muchówka o smukłym ciele długości od 8,5 do 11 mm, ubarwionym brązowożółto z czarnymi plamami. Głowa jej ma ciemną plamę trójkątnego kształtu na żółtym czole. Brunatne czułki mają człon pierwszy dwukrotnie krótszy niż drugi. Wąski i długi ryjek ma błyszcząco czarne ubarwienie. Brunatnoczarny tułów ma czerwonawy tylny brzeg tarczki oraz czerwonawe nasady i boczne brzegi skrzydeł. Czerwonawe odnóża mają ciemne stopy i czarne wierzchołki ud. Brązowy odwłok ma drugi segment z szeroką i wciętą pośrodku przepaską barwy żółtej. Narządy rozrodcze odznaczają się małych rozmiarów teką.
Owad znany z Hiszpanii, Francji, Belgii, Austrii, Włoch, Polski, Słowacji, Węgier, Ukrainy, Bułgarii i Albanii.